# Coppa del Mondo maschile di pallavolo 2015
La Coppa del Mondo di pallavolo maschile 2015 si è svolta dall'8 al 23 settembre 2015 a Hamamatsu, Hiroshima, Osaka, Tokyo e Toyama, in Giappone: al torneo hanno partecipato dodici squadre nazionali e la vittoria finale è andata per la seconda volta agli Stati Uniti.

## Impianti
|                                                                                  |                                                                                            |                                                                                      |
|                                                                                  |                                                                                            |                                                                                      |
| Hamamatsu Arena Città: Hamamatsu Capienza: 8 000 Anno d'apertura: 1990           | Hiroshima Prefectural Sports Center Città: Hiroshima Capienza: 4 750 Anno d'apertura: 1994 | Osaka Municipal Central Gymnasium Città: Osaka Capienza: 7 000 Anno d'apertura: 1993 |
|                                                                                  |                                                                                            |                                                                                      |
| Tokyo Metropolitan Gymnasium Città: Tokyo Capienza: 10 000 Anno d'apertura: 1954 | Yoyogi National Gymnasium Città: Tokyo Capienza: 13 291 Anno d'apertura: 1964              | Toyama City Gymnasium Città: Toyama Capienza: 5 000 Anno d'apertura: 1999            |

## Regolamento

### Formula
Le squadre hanno disputato un'unica fase, divisa in tre round, con formula del girone all'italiana.

### Criteri di classifica
Se il risultato finale è stato di 3-0 o 3-1 sono stati assegnati 3 punti alla squadra vincente e 0 a quella sconfitta, se il risultato finale è stato di 3-2 sono stati assegnati 2 punti alla squadra vincente e 1 a quella sconfitta.
L'ordine del posizionamento in classifica è stato definito in base a:
- Numero di partite vinte;
- Punti;
- Ratio dei set vinti/persi;
- Ratio dei punti realizzati/subiti;
- Risultati degli scontri diretti.

## Squadre partecipanti
| Squadra     | Qualificazione                              | Ultima partecipazione |
| ----------- | ------------------------------------------- | --------------------- |
| Argentina   | 1ª al torneo di qualificazione sudamericano | Giappone 2011         |
| Australia   | 2ª nel ranking AVC                          | Giappone 2007         |
| Canada      | 1ª alla NORCECA Champions Cup 2015          | Giappone 2003         |
| Egitto      | 1ª al campionato africano 2015              | Giappone 2011         |
| Giappone    | Paese organizzatore                         | Giappone 2011         |
| Iran        | 1ª nel ranking AVC                          | Giappone 2011         |
| Italia      | 2ª nel ranking CEV                          | Giappone 2011         |
| Polonia     | 1ª al campionato mondiale 2014              | Giappone 2011         |
| Russia      | 1ª nel ranking CEV                          | Giappone 2011         |
| Stati Uniti | 2ª alla NORCECA Champions Cup 2015          | Giappone 2011         |
| Tunisia     | 2ª al campionato africano 2015              | Giappone 2007         |
| Venezuela   | 2ª al torneo di qualificazione sudamericano | Giappone 2003         |

## Torneo

### Primo round

#### Girone A
| 8 settembre 2015 Hiroshima Sports Center, Hiroshima Durata: 1h:56 - Spettatori: 350    | Canada      | 1 - 3 | Italia      | 19-25, 20-25, 25-22, 13-25        |
| 8 settembre 2015 Hiroshima Sports Center, Hiroshima Durata: 1h:15 - Spettatori: 720    | Stati Uniti | 3 - 0 | Australia   | 25-23, 25-12, 25-15               |
| 8 settembre 2015 Hiroshima Sports Center, Hiroshima Durata: 2h:16 - Spettatori: 3 030  | Giappone    | 3 - 2 | Egitto      | 25-19, 23-25, 25-18, 17-25, 15-7  |
| 9 settembre 2015 Hiroshima Sports Center, Hiroshima Durata: 1h:19 - Spettatori: 440    | Australia   | 0 - 3 | Italia      | 17-25, 18-25, 15-25               |
| 9 settembre 2015 Hiroshima Sports Center, Hiroshima Durata: 2h:19 - Spettatori: 710    | Egitto      | 2 - 3 | Canada      | 22-25, 23-25, 25-21, 26-24, 12-15 |
| 9 settembre 2015 Hiroshima Sports Center, Hiroshima Durata: 2h:00 - Spettatori: 3 930  | Stati Uniti | 3 - 1 | Giappone    | 25-23, 21-25, 25-11, 25-14        |
| 10 settembre 2015 Hiroshima Sports Center, Hiroshima Durata: 2h:07 - Spettatori: 420   | Italia      | 3 - 1 | Egitto      | 20-25, 26-24, 25-22, 25-13        |
| 10 settembre 2015 Hiroshima Sports Center, Hiroshima Durata: 1h:27 - Spettatori: 870   | Canada      | 0 - 3 | Stati Uniti | 21-25, 20-25, 17-25               |
| 10 settembre 2015 Hiroshima Sports Center, Hiroshima Durata: 2h:02 - Spettatori: 4 220 | Giappone    | 3 - 1 | Australia   | 25-17, 25-21, 25-27, 25-18        |
| 12 settembre 2015 Hiroshima Sports Center, Hiroshima Durata: 1h:44 - Spettatori: 1 250 | Stati Uniti | 3 - 0 | Italia      | 25-18, 25-23, 29-27               |
| 12 settembre 2015 Hiroshima Sports Center, Hiroshima Durata: 2h:17 - Spettatori: 1 690 | Australia   | 3 - 2 | Egitto      | 23-25, 26-24, 25-23, 20-25, 15-13 |
| 12 settembre 2015 Hiroshima Sports Center, Hiroshima Durata: 1h:24 - Spettatori: 6 040 | Giappone    | 3 - 0 | Canada      | 25-17, 25-15, 25-21               |
| 13 settembre 2015 Hiroshima Sports Center, Hiroshima Durata: 1h:23 - Spettatori: 1 090 | Egitto      | 0 - 3 | Stati Uniti | 20-25, 13-25, 21-25               |
| 13 settembre 2015 Hiroshima Sports Center, Hiroshima Durata: 1h:20 - Spettatori: 3 270 | Canada      | 3 - 2 | Australia   | 32-34, 25-14, 25-21, 27-29, 20-18 |
| 13 settembre 2015 Hiroshima Sports Center, Hiroshima Durata: 1h:35 - Spettatori: 6 030 | Italia      | 3 - 0 | Giappone    | 25-21, 25-20, 25-15               |

#### Girone B
| 8 settembre 2015 Hamamatsu Arena, Hamamatsu Durata: 2h:06 - Spettatori: 550    | Argentina | 3 - 1 | Iran      | 25-27, 25-22, 25-22, 26-24        |
| 8 settembre 2015 Hamamatsu Arena, Hamamatsu Durata: 1h:19 - Spettatori: 585    | Russia    | 3 - 0 | Venezuela | 29-27, 25-16, 25-15               |
| 8 settembre 2015 Hamamatsu Arena, Hamamatsu Durata: 1h:18 - Spettatori: 810    | Polonia   | 3 - 0 | Tunisia   | 25-17, 25-15, 25-20               |
| 9 settembre 2015 Hamamatsu Arena, Hamamatsu Durata: 2h:25 - Spettatori: 595    | Venezuela | 2 - 3 | Argentina | 32-30, 15-25, 26-24, 13-25, 10-15 |
| 9 settembre 2015 Hamamatsu Arena, Hamamatsu Durata: 1h:38 - Spettatori: 930    | Tunisia   | 1 - 3 | Iran      | 17-25, 25-21, 14-25, 20-25        |
| 9 settembre 2015 Hamamatsu Arena, Hamamatsu Durata: 2h:15 - Spettatori: 2 590  | Polonia   | 3 - 1 | Russia    | 26-28, 27-25, 25-19, 25-22        |
| 10 settembre 2015 Hamamatsu Arena, Hamamatsu Durata: 1h:17 - Spettatori: 1 180 | Iran      | 3 - 0 | Venezuela | 25-20, 25-17, 25-15               |
| 10 settembre 2015 Hamamatsu Arena, Hamamatsu Durata: 1h:58 - Spettatori: 1 460 | Argentina | 1 - 3 | Polonia   | 18-25, 25-19, 21-25, 25-27        |
| 10 settembre 2015 Hamamatsu Arena, Hamamatsu Durata: 1h:21 - Spettatori: 2 200 | Russia    | 3 - 0 | Tunisia   | 25-17, 25-16, 29-27               |
| 12 settembre 2015 Hamamatsu Arena, Hamamatsu Durata: 2h:11 - Spettatori: 2 900 | Polonia   | 3 - 2 | Iran      | 18-25, 23-25, 25-15, 25-20, 15-11 |
| 12 settembre 2015 Hamamatsu Arena, Hamamatsu Durata: 2h:14 - Spettatori: 3 050 | Tunisia   | 2 - 3 | Venezuela | 25-19, 18-25, 25-22, 26-28, 13-15 |
| 12 settembre 2015 Hamamatsu Arena, Hamamatsu Durata: 1h:51 - Spettatori: 3 250 | Russia    | 3 - 1 | Argentina | 25-19, 21-25, 25-18, 25-20        |
| 13 settembre 2015 Hamamatsu Arena, Hamamatsu Durata: 1h:53 - Spettatori: 2 260 | Venezuela | 1 - 3 | Polonia   | 27-25, 23-25, 16-25, 23-25        |
| 13 settembre 2015 Hamamatsu Arena, Hamamatsu Durata: 1h:20 - Spettatori: 3 270 | Argentina | 3 - 0 | Tunisia   | 25-20, 25-19, 25-20               |
| 13 settembre 2015 Hamamatsu Arena, Hamamatsu Durata: 1h:33 - Spettatori: 3 610 | Iran      | 0 - 3 | Russia    | 24-26, 18-25, 20-25               |

### Secondo round

#### Girone A
| 16 settembre 2015 Osaka Municipal Central Gymnasium, Osaka Durata: 1h:22 - Spettatori: 810   | Stati Uniti | 3 - 0 | Venezuela | 25-18, 25-16, 25-20               |
| 16 settembre 2015 Osaka Municipal Central Gymnasium, Osaka Durata: 1h:36 - Spettatori: 2 050 | Italia      | 3 - 0 | Iran      | 25-19, 25-23, 25-21               |
| 16 settembre 2015 Osaka Municipal Central Gymnasium, Osaka Durata: 1h:27 - Spettatori: 6 800 | Giappone    | 3 - 0 | Tunisia   | 25-21, 25-19, 25-19               |
| 17 settembre 2015 Osaka Municipal Central Gymnasium, Osaka Durata: 1h:59 - Spettatori: 960   | Stati Uniti | 3 - 1 | Iran      | 20-25, 25-19, 25-22, 25-21        |
| 17 settembre 2015 Osaka Municipal Central Gymnasium, Osaka Durata: 1h:33 - Spettatori: 2 390 | Italia      | 3 - 0 | Tunisia   | 25-18, 25-23, 25-22               |
| 17 settembre 2015 Osaka Municipal Central Gymnasium, Osaka Durata: 1h:43 - Spettatori: 6 900 | Giappone    | 3 - 0 | Venezuela | 33-31, 26-24, 25-19               |
| 18 settembre 2015 Osaka Municipal Central Gymnasium, Osaka Durata: 1h:30 - Spettatori: 860   | Stati Uniti | 3 - 0 | Tunisia   | 25-14, 25-19, 29-27               |
| 18 settembre 2015 Osaka Municipal Central Gymnasium, Osaka Durata: 1h:16 - Spettatori: 1 950 | Italia      | 3 - 0 | Venezuela | 25-16, 25-22, 25-18               |
| 18 settembre 2015 Osaka Municipal Central Gymnasium, Osaka Durata: 2h:22 - Spettatori: 6 950 | Giappone    | 2 - 3 | Iran      | 25-22, 25-23, 18-25, 21-25, 12-15 |

#### Girone B
| 16 settembre 2015 Toyama City Gymnasium, Toyama Durata: 1h:16 - Spettatori: 2 430 | Egitto    | 0 - 3 | Argentina | 18-25, 19-25, 21-25        |
| 16 settembre 2015 Toyama City Gymnasium, Toyama Durata: 1h:51 - Spettatori: 1 750 | Canada    | 1 - 3 | Polonia   | 25-23, 15-25, 19-25, 19-25 |
| 16 settembre 2015 Toyama City Gymnasium, Toyama Durata: 1h:17 - Spettatori: 1 950 | Australia | 0 - 3 | Russia    | 24-26, 16-25, 18-25        |
| 17 settembre 2015 Toyama City Gymnasium, Toyama Durata: 1h:18 - Spettatori: 1 050 | Egitto    | 0 - 3 | Polonia   | 20-25, 23-25, 18-25        |
| 17 settembre 2015 Toyama City Gymnasium, Toyama Durata: 1h:28 - Spettatori: 1 550 | Canada    | 0 - 3 | Russia    | 21-25, 16-25, 19-25        |
| 17 settembre 2015 Toyama City Gymnasium, Toyama Durata: 1h:20 - Spettatori: 1 350 | Australia | 0 - 3 | Argentina | 21-25, 23-25, 16-25        |
| 18 settembre 2015 Toyama City Gymnasium, Toyama Durata: 1h:17 - Spettatori: 2 870 | Egitto    | 0 - 3 | Russia    | 20-25, 24-26, 18-25        |
| 18 settembre 2015 Toyama City Gymnasium, Toyama Durata: 2h:08 - Spettatori: 1 050 | Canada    | 1 - 3 | Argentina | 21-25, 25-23, 27-29, 22-25 |
| 18 settembre 2015 Toyama City Gymnasium, Toyama Durata: 1h:14 - Spettatori: 1 930 | Australia | 0 - 3 | Polonia   | 15-25, 22-25, 17-25        |

### Terzo round

#### Girone A
| 21 settembre 2015 Yoyogi National Gymnasium, Tokyo Durata: 1h:28 - Spettatori: 6 000  | Italia      | 3 - 0 | Russia    | 25-15, 26-24, 25-18               |
| 21 settembre 2015 Yoyogi National Gymnasium, Tokyo Durata: 1h:43 - Spettatori: 11 000 | Giappone    | 0 - 3 | Argentina | 24-26, 22-25, 21-25               |
| 21 settembre 2015 Yoyogi National Gymnasium, Tokyo Durata: 1h:55 - Spettatori: 9 700  | Stati Uniti | 1 - 3 | Polonia   | 25-17, 19-25, 23-25, 15-25        |
| 22 settembre 2015 Yoyogi National Gymnasium, Tokyo Durata: 2h:19 - Spettatori: 6 000  | Italia      | 3 - 2 | Argentina | 22-25, 25-20, 25-21, 20-25, 16-14 |
| 22 settembre 2015 Yoyogi National Gymnasium, Tokyo Durata: 2h:13 - Spettatori: 12 000 | Giappone    | 1 - 3 | Polonia   | 26-24, 25-27, 21-25, 19-25        |
| 22 settembre 2015 Yoyogi National Gymnasium, Tokyo Durata: 1h:29 - Spettatori: 6 500  | Stati Uniti | 3 - 0 | Russia    | 25-23, 26-24, 25-17               |
| 23 settembre 2015 Yoyogi National Gymnasium, Tokyo Durata: 2h:04 - Spettatori: 5 800  | Italia      | 3 - 1 | Polonia   | 26-24, 22-25, 25-22, 25-19        |
| 23 settembre 2015 Yoyogi National Gymnasium, Tokyo Durata: 2h:30 - Spettatori: 12 200 | Giappone    | 2 - 3 | Russia    | 29-27, 17-25, 25-21, 17-25, 13-15 |
| 23 settembre 2015 Yoyogi National Gymnasium, Tokyo Durata: 1h:58 - Spettatori: 4 500  | Stati Uniti | 3 - 1 | Argentina | 25-20, 25-21, 17-25, 25-20        |

#### Girone B
| 21 settembre 2015 Tokyo Metropolitan Gymnasium, Tokyo Durata: 2h:03 - Spettatori: 1 200 | Egitto    | 3 - 2 | Tunisia   | 23-25, 25-21, 23-25, 25-17, 15-11 |
| 21 settembre 2015 Tokyo Metropolitan Gymnasium, Tokyo Durata: 1h:25 - Spettatori: 1 800 | Canada    | 3 - 0 | Venezuela | 25-18, 25-22, 25-23               |
| 21 settembre 2015 Tokyo Metropolitan Gymnasium, Tokyo Durata: 1h:31 - Spettatori: 1 800 | Australia | 3 - 0 | Iran      | 27-25, 27-25, 25-22               |
| 22 settembre 2015 Tokyo Metropolitan Gymnasium, Tokyo Durata: 1h:44 - Spettatori: 1 000 | Egitto    | 3 - 1 | Venezuela | 25-18, 20-25, 25-18, 25-20        |
| 22 settembre 2015 Tokyo Metropolitan Gymnasium, Tokyo Durata: 1h:36 - Spettatori: 2 100 | Canada    | 3 - 0 | Iran      | 25-23, 29-27, 26-24               |
| 22 settembre 2015 Tokyo Metropolitan Gymnasium, Tokyo Durata: 1h:10 - Spettatori: 1 100 | Australia | 3 - 0 | Tunisia   | 25-19, 25-17, 25-19               |
| 23 settembre 2015 Tokyo Metropolitan Gymnasium, Tokyo Durata: 1h:15 - Spettatori: 1 000 | Egitto    | 0 - 3 | Iran      | 18-25, 11-25, 23-25               |
| 23 settembre 2015 Tokyo Metropolitan Gymnasium, Tokyo Durata: 1h:13 - Spettatori: 1 400 | Canada    | 3 - 0 | Tunisia   | 25-19, 25-21, 25-17               |
| 23 settembre 2015 Tokyo Metropolitan Gymnasium, Tokyo Durata: 1h:39 - Spettatori: 1 225 | Australia | 3 - 1 | Venezuela | 25-16, 25-21, 22-25, 25-21        |

### Classifica
| Pos | Squadra     | Pt | G  | V  | P  | SV | SP | Ratio | PF    | PS  | Ratio |
| --- | ----------- | -- | -- | -- | -- | -- | -- | ----- | ----- | --- | ----- |
| 1   | Stati Uniti | 30 | 11 | 10 | 1  | 31 | 6  | 5.166 | 899   | 746 | 1.205 |
| 2   | Italia      | 29 | 11 | 10 | 1  | 30 | 8  | 3.750 | 918   | 780 | 1.176 |
| 3   | Polonia     | 29 | 11 | 10 | 1  | 31 | 11 | 2.818 | 1 011 | 884 | 1.143 |
| 4   | Russia      | 23 | 11 | 8  | 3  | 25 | 12 | 2.083 | 885   | 794 | 1.114 |
| 5   | Argentina   | 21 | 11 | 7  | 4  | 26 | 16 | 1.625 | 985   | 922 | 1.068 |
| 6   | Giappone    | 16 | 11 | 5  | 6  | 21 | 21 | 1.000 | 928   | 934 | 0.993 |
| 7   | Canada      | 13 | 11 | 5  | 6  | 18 | 22 | 0.818 | 886   | 940 | 0.942 |
| 8   | Iran        | 12 | 11 | 4  | 7  | 16 | 24 | 0.666 | 905   | 893 | 1.013 |
| 9   | Australia   | 12 | 11 | 4  | 7  | 15 | 24 | 0.625 | 831   | 925 | 0.898 |
| 10  | Egitto      | 8  | 11 | 2  | 9  | 13 | 30 | 0.433 | 889   | 976 | 0.910 |
| 11  | Venezuela   | 3  | 11 | 1  | 10 | 8  | 32 | 0.250 | 815   | 981 | 0.830 |
| 12  | Tunisia     | 2  | 11 | 0  | 11 | 5  | 33 | 0.151 | 747   | 924 | 0.808 |

## Podio

### Campione
Formazione: 1 Matthew Anderson, 2 Aaron Russell, 3 Taylor Sander, 4 David Lee, 6 Paul Lotman, 7 Kawika Shoji, 9 Murphy Troy, 11 Micah Christenson, 12 Russell Holmes, 16 Jayson Jablonsky, 17 Maxwell Holt, 20 David Smith, 21 Dustin Watten, 22 Erik Shoji, CT: John Speraw

### Secondo posto
Formazione: 3 Daniele Sottile, 4 Luca Vettori, 5 Osmany Juantorena, 6 Simone Giannelli, 7 Salvatore Rossini, 9 Ivan Zaytsev, 10 Filippo Lanza, 11 Simone Buti, 14 Matteo Piano, 16 Oleg Antonov, 18 Giulio Sabbi, 19 Simone Anzani, 20 Massimo Colaci, 25 Jacopo Massari, CT: Gianlorenzo Blengini

### Terzo posto
Formazione: 1 Piotr Nowakowski, 3 Dawid Konarski, 6 Bartosz Kurek, 7 Karol Kłos, 11 Fabian Drzyzga, 12 Grzegorz Łomacz, 13 Michał Kubiak, 15 Piotr Gacek, 17 Paweł Zatorski, 18 Marcin Możdżonek, 20 Mateusz Mika, 21 Rafał Buszek, 23 Mateusz Bieniek, 25 Artur Szalpuk, CT: Stéphane Antiga

## Classifica finale
| Pos | Squadre     | Qualificazione              |
| --- | ----------- | --------------------------- |
|     | Stati Uniti | Giochi della XXXI Olimpiade |
|     | Italia      | Giochi della XXXI Olimpiade |
|     | Polonia     |                             |
| 4   | Russia      |                             |
| 5   | Argentina   |                             |
| 6   | Giappone    |                             |
| 7   | Canada      |                             |
| 8   | Iran        |                             |
| 9   | Australia   |                             |
| 10  | Egitto      |                             |
| 11  | Venezuela   |                             |
| 12  | Tunisia     |                             |

## Premi individuali
| Premio                | Nome              | Squadra     |
| --------------------- | ----------------- | ----------- |
| MVP                   | Matthew Anderson  | Stati Uniti |
| Miglior palleggiatore | Micah Christenson | Stati Uniti |
| Miglior opposto       | Ivan Zaytsev      | Italia      |
| Miglior schiacciatore | Osmany Juantorena | Italia      |
| Miglior schiacciatore | Yūki Ishikawa     | Giappone    |
| Miglior centrale      | Sebastián Solé    | Argentina   |
| Miglior centrale      | Mohammad Mousavi  | Iran        |
| Miglior libero        | Erik Shoji        | Stati Uniti |